# Celestino Uriarte Bedia
Celestino Uriarte Bedia (Arrasate, 14 de maig de 1909 - Madrid, 9 de setembre de 1979) va ser un polític i militar basc.

## Biografia
Va néixer a la localitat guipuscoana d'Arrasate el 14 de maig de 1909, en el si d'una família obrera. Va treballar en una fosa des dels 14 anys. De jovenet va ser un dels fundadors de les Joventuts Socialistes i de l'Agrupació local del PSOE a Arrasate, així com de la secció local del Sindicat Obrer Metal·lúrgic.
Després de l'esclat de la Guerra civil es va unir a les forces lleials a la República. Al juny de 1937 va ser nomenat comandant de la 13a Brigada Basca —pertanyent a l'anomenat «Eusko Gudarostea». Posteriorment a Astúries va ser nomenat comandant de la 194a Brigada Mixta de l'Exèrcit republicà, unitat que va manar fins a la caiguda del Front Nord. Va aconseguir arribar a Barcelona, ciutat on s'afiliaria al Partit Comunista d'Espanya (PCE). Després del seu retorn a la zona republicana va ser nomenat comandant de la 123a Brigada Mixta. Al capdavant d'aquesta unitat va intervenir en la batalla de l'Ebre, on va resultar ferit conseqüència dels durs combats.
Cap al final de la contesa va travessar la frontera francesa, traslladant-se posteriorment a l'Uruguai i Xile, on va residir en l'exili. Per ordres del PCE va tornar a l'Espanya franquista, on seria detingut en 1946; trasllat a la presó de Martutene, aconseguiria escapar-se. Temps després va residir en la República Democràtica Alemanya. En 1970 va ser expulsat del PCE, participant posteriorment en la fundació del Partit Comunista Obrer Espanyol (PCOE). Va morir a Madrid en 1979.